# Windfang (Uhr)

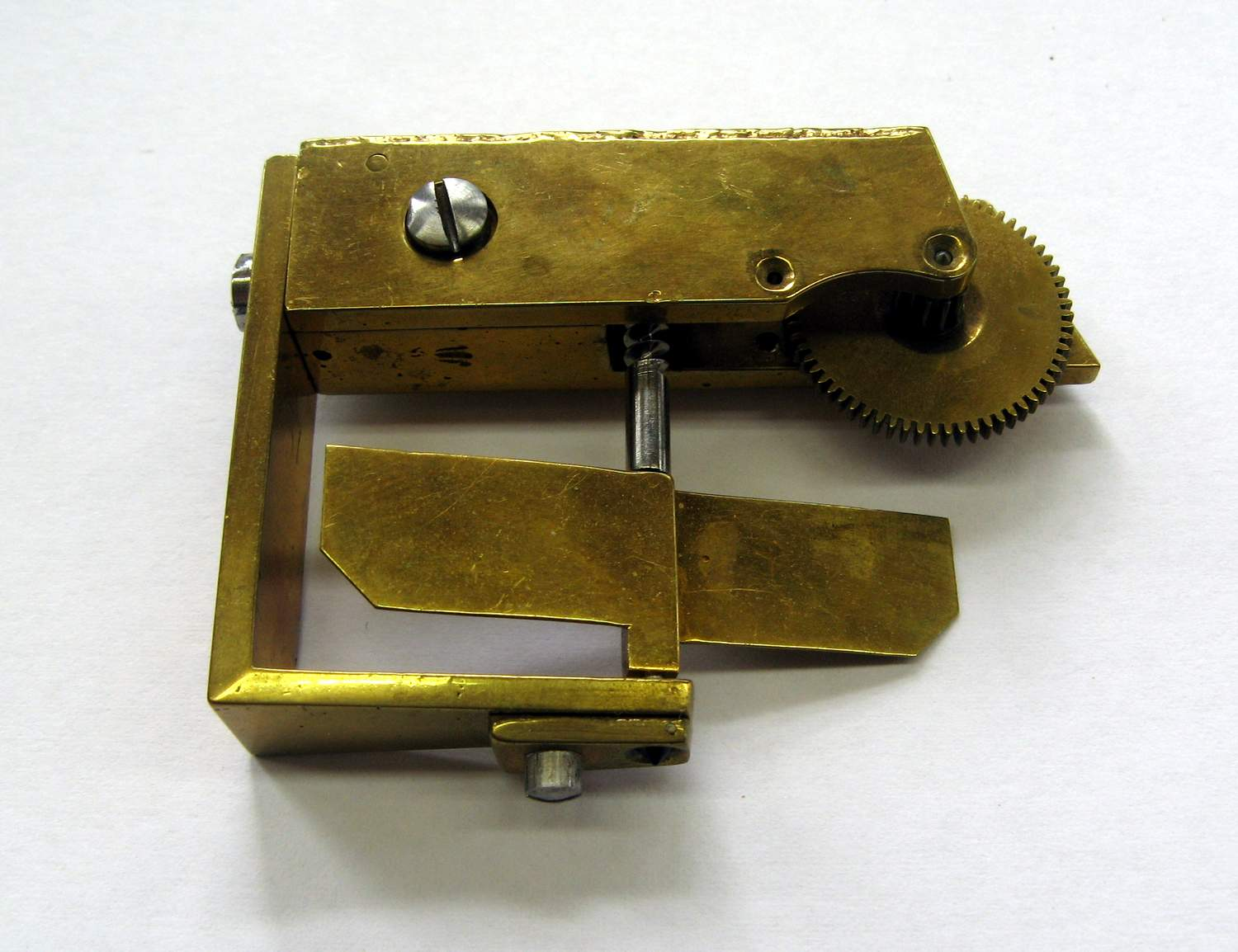
Einfacher Windfang mit Schneckengetriebe (Spieldose)

Ein Windfang auch Windflügel oder Windflügelregler genannt, ist ein Maschinenelement, welches den Luftwiderstand zur Regelung der Drehzahl eines Mechanismus nutzt.

## Funktion

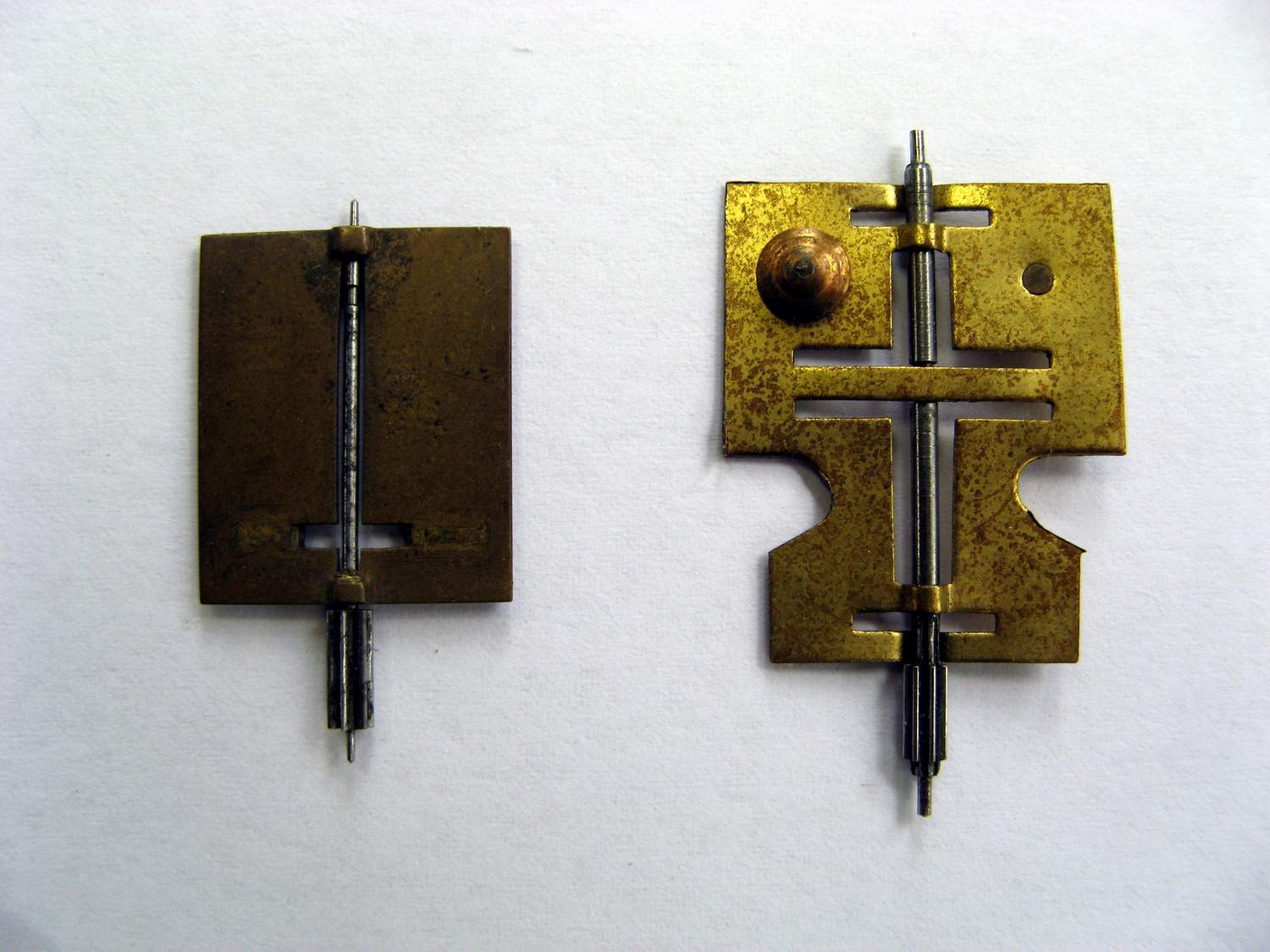
Einfacher Windfang federnd auf der Welle gelagert (Tischuhr)

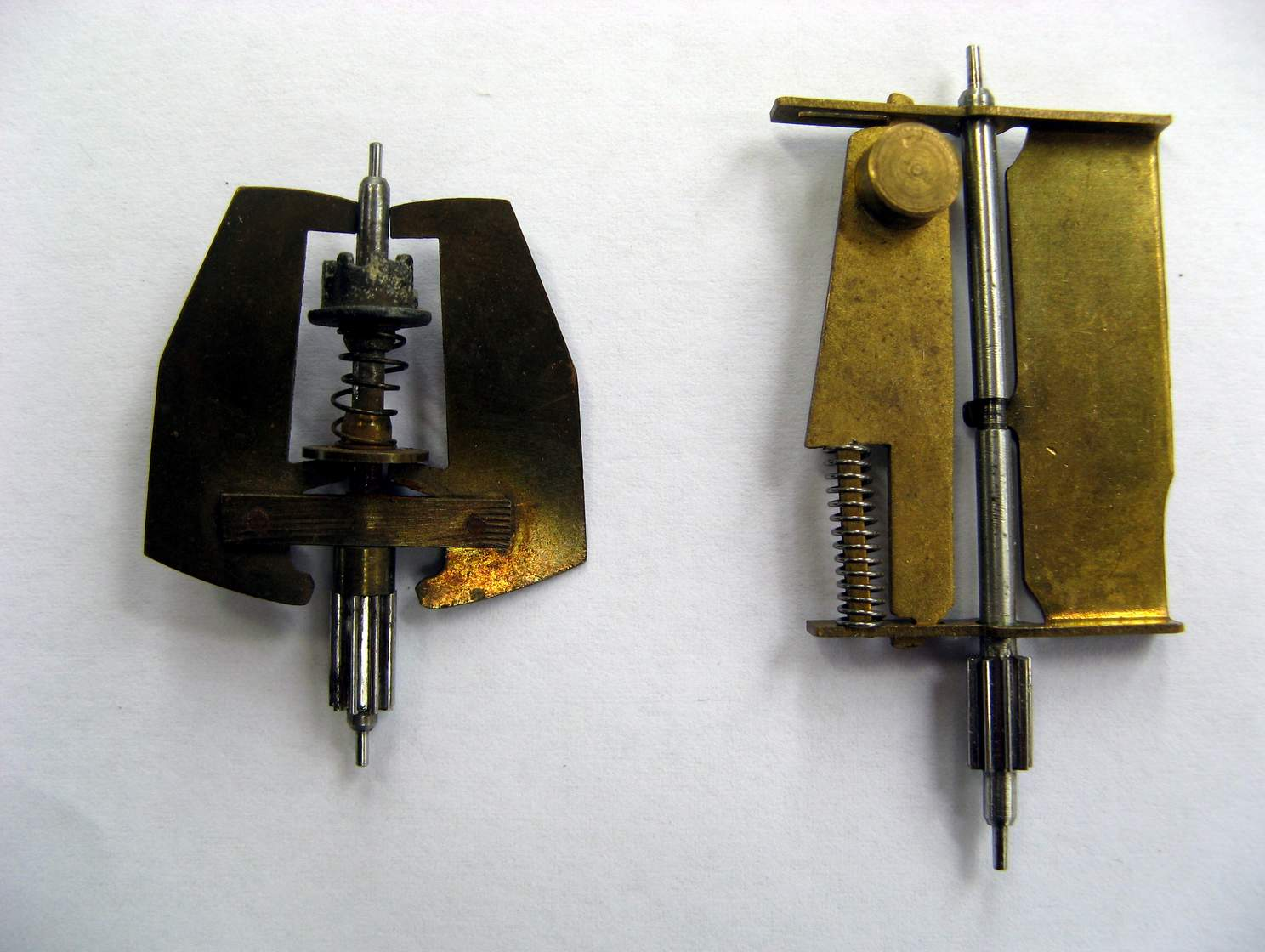
Drehzahlabhängiger Windfang mit Rückstellfeder (Tischuhr)

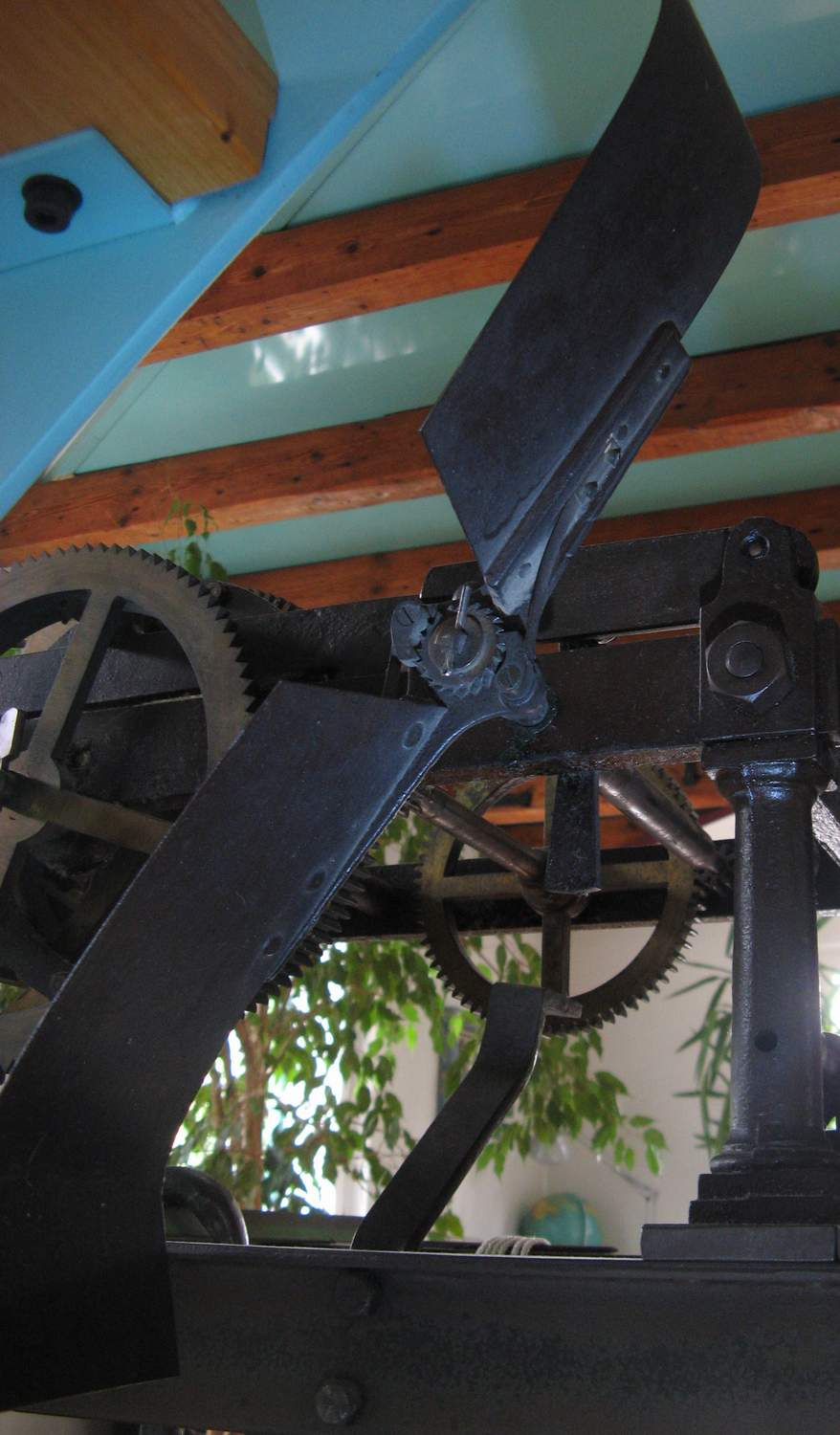
Einfacher Windfang mit Gesperr (Turmuhr)

Nach den Gesetzen der Strömungsphysik nimmt der Strömungswiderstand einer senkrecht zur Strömungsrichtung stehenden Platte im Quadrat der Anströmgeschwindigkeit zu. Auf dieser physikalischen Gesetzmäßigkeit beruhen Windflügelregler. Ihr Widerstand ist geschwindigkeitsabhängig und nimmt mit steigender Drehzahl zu. Windflügelregler sind sehr einfach aufgebaut und geräuscharm. Sie sollen schnell auf die Nenndrehzahl kommen und müssen deshalb ein geringes Trägheitsmoment haben. Die Bleche, aus denen die Flügel gefertigt werden, sollen möglichst dünn sein.
Windflügelregler gibt es in zwei Ausführungen:

### Einfacher Regler
Nimmt die Drehzahl zu, wächst der Strömungswiderstand der Windflügel, und die Reglerwelle bremst das antreibende Laufwerk ab. Durch die sinkende Antriebsdrehzahl fällt der Strömungswiderstand und die Drehzahl pendelt sich auf einen schwankenden Mittelwert ein.

### Drehzahlabhängiger Regler
Der drehzahlabhängige Strömungswiderstand lässt sich vergrößern, indem anstelle von unveränderlichen Windflügeln Fliehkraftregler mit drehzahlabhängiger Flügelstellung verwendet werden. Sie breiten sich mit zunehmender Fliehkraft aus und bremsen das Laufwerk bei größer werdenden Drehzahlen wirksamer ab. Ihre Regelwirkung ist konstanter und einstellbarer. Trotzdem schwankt auch hier die Drehzahl um einen Mittelwert. Der Windfang mit beweglichen Flügeln entspricht den Bedingungen des raschen Anlaufs besser als der einfache. Man kann die Anlaufdauer durch unterschiedlich starkes Spannen der Rückstellfedern wählen.

## Anwendung
Der Windfang findet als Regler für den Ablauf solcher Laufwerke Verwendung, bei denen keine absolut gleichförmige, aber schnelle Bewegung gewünscht wird. Deshalb lassen sich solche Anordnungen nicht zur Zeitanzeige verwenden.
- In Spieluhren wird die Abspielgeschwindigkeit mittels eines Windflügelreglers geregelt. Meistens ist direkt an der Windfangwelle eine Schnecke angebracht. Diese Anordnung ist gleichzeitig ein seltenes Beispiel für ein Schneckengetriebe mit einer Übersetzung ins Schnelle.
- In Uhren als Ablaufregler in Schlagwerken. Bei den frühen Konsol- und Turmuhren war der Windfang oft außerhalb der Lagerbänder angeordnet; bei den Renaissance-Uhren wurde er zwischen den Lagerbändern oder Platinen im Räderwerk integriert. Der Windfang war federnd oder durch ein Gesperr mit der Welle verbunden, damit beim Stillstehen der Räder dessen Drehmoment langsam gebremst und nicht abrupt von den Zahnrädern aufgefangen wird. Bei frühen Kleinuhren wurde statt eines Windfangs an der letzten Welle eine Anlaufmasse, die durch ihr Trägheitsmoment den Ablauf verlangsamte, angebracht.[3][4][5]